# ویلیام هربرت برنز
ویلیام هربرت برنز (انگلیسی: William Herbert Burns؛ ۲۷ فوریه ۱۸۷۸ – ۱ ژانویه ۱۹۶۴) سیاست‌مدار اهل کانادا بود.